# Macrostemum braueri
Macrostemum braueri är en nattsländeart som först beskrevs av Banks 1924.  Macrostemum braueri ingår i släktet Macrostemum och familjen ryssjenattsländor. Inga underarter finns listade i Catalogue of Life.

## Bildgalleri

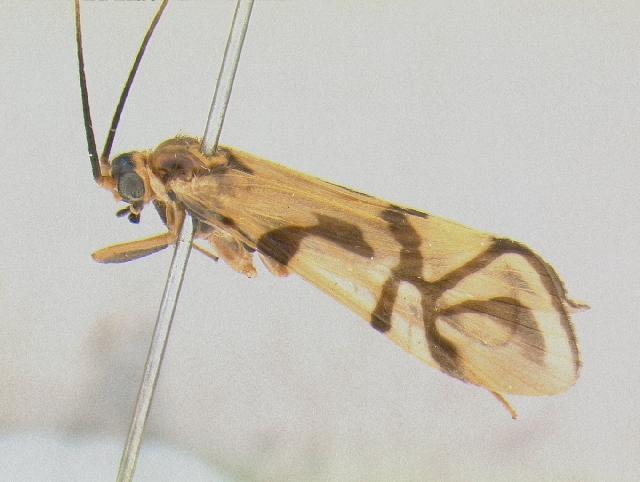